# EPrix van Berlijn 2017
De ePrix van Berlijn 2017 werd gehouden over twee races op 10 en 11 juni 2017 op het Tempelhof Airport Street Circuit. Dit waren de zevende en achtste race van het derde Formule E-seizoen.
De eerste race werd gewonnen door Felix Rosenqvist, het was zijn eerste overwinning in de Formule E en ook de eerste van zijn team Mahindra Racing. De tweede race werd gewonnen door Sébastien Buemi nadat Felix Rosenqvist, die van start tot finish aan de leiding had gereden, een tijdstraf had gekregen van 10 seconden.

## Race 1

### Kwalificatie
| Pos                 | No | Coureur                | Team                           | Q1       | Q2       | Grid |
| ------------------- | -- | ---------------------- | ------------------------------ | -------- | -------- | ---- |
| 1                   | 11 | Lucas di Grassi        | ABT Schaeffler Audi Sport      | 1:08.387 | 1:08.312 | 1    |
| 2                   | 37 | José María López       | DS Virgin Racing               | 1:08.349 | 1:08.313 | 2    |
| 3                   | 19 | Felix Rosenqvist       | Mahindra Racing Formula E Team | 1:08.171 | 1:08.395 | 3    |
| 4                   | 23 | Nick Heidfeld          | Mahindra Racing Formula E Team | 1:08.325 | 1:08.650 | 4    |
| 5                   | 2  | Sam Bird               | DS Virgin Racing               | 1:08.321 | 1:09.724 | 5    |
| 6                   | 25 | Jean-Éric Vergne       | Techeetah                      | 1:08.457 |          | 6    |
| 7                   | 88 | Oliver Turvey          | NextEV NIO                     | 1:08.607 |          | 7    |
| 8                   | 66 | Daniel Abt             | ABT Schaeffler Audi Sport      | 1:08.620 |          | 8    |
| 9                   | 8  | Nicolas Prost          | Renault e.Dams                 | 1:08.692 |          | 9    |
| 10                  | 7  | Jérôme d'Ambrosio      | Faraday Future Dragon Racing   | 1:08.825 |          | 10   |
| 11                  | 5  | Maro Engel             | Venturi Formula E Team         | 1:08.846 |          | 11   |
| 12                  | 33 | Stéphane Sarrazin      | Techeetah                      | 1:08.890 |          | 12   |
| 13                  | 3  | Nelson Piquet jr.      | NextEV NIO                     | 1:08.961 |          | 13   |
| 14                  | 9  | Sébastien Buemi        | Renault e.Dams                 | 1:09.010 |          | 14   |
| 15                  | 4  | Tom Dillmann           | Venturi Formula E Team         | 1:09.214 |          | 15   |
| 16                  | 20 | Mitch Evans            | Panasonic Jaguar Racing        | 1:09.219 |          | 16   |
| 17                  | 27 | Robin Frijns           | MS Amlin Andretti              | 1:09.630 |          | 17   |
| 18                  | 47 | Adam Carroll           | Panasonic Jaguar Racing        | 1:09.898 |          | 18   |
| 19                  | 6  | Loïc Duval             | Faraday Future Dragon Racing   | 1:09.923 |          | 19   |
| 20                  | 28 | António Félix da Costa | MS Amlin Andretti              | 1:11.147 |          | 20   |
| 110% tijd: 1:14.988 |    |                        |                                |          |          |      |

### Race
| Pos | No | Coureur                | Team                            | Rondes | Tijd/Oorzaak uitval | Grid | Punten |
| --- | -- | ---------------------- | ------------------------------- | ------ | ------------------- | ---- | ------ |
| 1   | 19 | Felix Rosenqvist       | Mahindra Racing Formula E Team  | 44     | 53:19.661           | 3    | 25     |
| 2   | 11 | Lucas di Grassi        | ABT Schaeffler Audi Sport       | 44     | +2.232              | 1    | 21     |
| 3   | 23 | Nick Heidfeld          | Mahindra Racing Formula E Team  | 44     | +4.058              | 4    | 15     |
| 4   | 37 | José María López       | DS Virgin Racing                | 44     | +13.638             | 2    | 12     |
| 5   | 8  | Nicolas Prost          | Renault e.Dams                  | 44     | +19.068             | 9    | 10     |
| 6   | 66 | Daniel Abt             | ABT Schaeffler Audi Sport       | 44     | +19.799             | 8    | 8      |
| 7   | 2  | Sam Bird               | DS Virgin Racing Formula E Team | 44     | +20.065             | 5    | 6      |
| 8   | 25 | Jean-Éric Vergne       | Techeetah                       | 44     | +20.689             | 6    | 4      |
| 9   | 5  | Maro Engel             | Venturi Formula E Team          | 44     | +39.030             | 11   | 2      |
| 10  | 88 | Oliver Turvey          | NextEV NIO                      | 44     | +40.985             | 7    | 1      |
| 11  | 33 | Stéphane Sarrazin      | Techeetah                       | 44     | +42.682             | 12   |        |
| 12  | 3  | Nelson Piquet jr.      | NextEV NIO                      | 44     | +42.980             | 13   |        |
| 13  | 7  | Jérôme d'Ambrosio      | Faraday Future Dragon Racing    | 44     | +45.712             | 10   |        |
| 14  | 47 | Adam Carroll           | Panasonic Jaguar Racing         | 44     | +49.658             | 18   |        |
| 15  | 6  | Loïc Duval             | Faraday Future Dragon Racing    | 44     | +59.010             | 19   |        |
| 16  | 28 | António Félix da Costa | MS Amlin Andretti               | 44     | +1:00.269           | 20   |        |
| 17  | 27 | Robin Frijns           | MS Amlin Andretti               | 44     | +1:02.463           | 17   |        |
| 18  | 4  | Tom Dillmann           | Venturi Formula E Team          | 44     | +1:07.695           | 15   |        |
| DNF | 20 | Mitch Evans            | Panasonic Jaguar Racing         | 16     | Botsing             | 16   | 1      |
| DSQ | 9  | Sébastien Buemi        | Renault e.Dams                  | 44     | Gediskwalificeerd   | 14   |        |

## Race 2

### Kwalificatie
| Pos                 | No | Coureur                | Team                           | Q1       | Q2       | Grid |
| ------------------- | -- | ---------------------- | ------------------------------ | -------- | -------- | ---- |
| 1                   | 19 | Felix Rosenqvist       | Mahindra Racing Formula E Team | 1:08.035 | 1:08.208 | 1    |
| 2                   | 9  | Sébastien Buemi        | Renault e.Dams                 | 1:08.022 | 1:08.306 | 2    |
| 3                   | 37 | José María López       | DS Virgin Racing               | 1:07.854 | 1:08.454 | 3    |
| 4                   | 2  | Sam Bird               | DS Virgin Racing               | 1:07.805 | 1:08.688 | 4    |
| 5                   | 25 | Jean-Éric Vergne       | Techeetah                      | 1:07.993 | 1:09.103 | 5    |
| 6                   | 88 | Oliver Turvey          | NextEV NIO                     | 1:08.142 |          | 6    |
| 7                   | 11 | Lucas di Grassi        | ABT Schaeffler Audi Sport      | 1:08.223 |          | 7    |
| 8                   | 66 | Daniel Abt             | ABT Schaeffler Audi Sport      | 1:08.348 |          | 8    |
| 9                   | 20 | Mitch Evans            | Panasonic Jaguar Racing        | 1:08.356 |          | 9    |
| 10                  | 8  | Nicolas Prost          | Renault e.Dams                 | 1:08.465 |          | 10   |
| 11                  | 6  | Loïc Duval             | Faraday Future Dragon Racing   | 1:08.483 |          | 11   |
| 12                  | 7  | Jérôme d'Ambrosio      | Faraday Future Dragon Racing   | 1:08.552 |          | 12   |
| 13                  | 5  | Maro Engel             | Venturi Formula E Team         | 1:08.582 |          | 13   |
| 14                  | 27 | Robin Frijns           | MS Amlin Andretti              | 1:08.583 |          | 14   |
| 15                  | 4  | Tom Dillmann           | Venturi Formula E Team         | 1:08.738 |          | 15   |
| 16                  | 33 | Stéphane Sarrazin      | Techeetah                      | 1:08.822 |          | 16   |
| 17                  | 28 | António Félix da Costa | MS Amlin Andretti              | 1:09.085 |          | 17   |
| 18                  | 3  | Nelson Piquet jr.      | NextEV NIO                     | 1:09.149 |          | 18   |
| 19                  | 47 | Adam Carroll           | Panasonic Jaguar Racing        | 1:09.543 |          | 19   |
| 20                  | 23 | Nick Heidfeld          | Mahindra Racing Formula E Team | 1:11.267 |          | 20   |
| 110% tijd: 1:14.585 |    |                        |                                |          |          |      |

### Race
| Pos | No | Coureur                | Team                            | Rondes | Tijd/Oorzaak uitval | Grid | Punten |
| --- | -- | ---------------------- | ------------------------------- | ------ | ------------------- | ---- | ------ |
| 1   | 9  | Sébastien Buemi        | Renault e.Dams                  | 46     | 56:02.155           | 2    | 25     |
| 2   | 19 | Felix Rosenqvist       | Mahindra Racing Formula E Team  | 46     | +7.195              | 1    | 21     |
| 3   | 11 | Lucas di Grassi        | ABT Schaeffler Audi Sport       | 46     | +10.862             | 7    | 15     |
| 4   | 66 | Daniel Abt             | ABT Schaeffler Audi Sport       | 46     | +13.631             | 8    | 12     |
| 5   | 37 | José María López       | DS Virgin Racing                | 46     | +20.324             | 3    | 10     |
| 6   | 25 | Jean-Éric Vergne       | Techeetah                       | 46     | +20.751             | 5    | 8      |
| 7   | 2  | Sam Bird               | DS Virgin Racing Formula E Team | 46     | +21.959             | 4    | 6      |
| 8   | 8  | Nicolas Prost          | Renault e.Dams                  | 46     | +22.155             | 10   | 4      |
| 9   | 88 | Oliver Turvey          | NextEV NIO                      | 46     | +34.949             | 6    | 2      |
| 10  | 23 | Nick Heidfeld          | Mahindra Racing Formula E Team  | 46     | +35.814             | 20   | 1      |
| 11  | 28 | António Félix da Costa | MS Amlin Andretti               | 46     | +44.057             | 17   |        |
| 12  | 3  | Nelson Piquet jr.      | NextEV NIO                      | 46     | +44.439             | 18   |        |
| 13  | 7  | Jérôme d'Ambrosio      | Faraday Future Dragon Racing    | 46     | +47.336             | 12   |        |
| 14  | 33 | Stéphane Sarrazin      | Techeetah                       | 46     | +51.653             | 16   |        |
| 15  | 4  | Tom Dillmann           | Venturi Formula E Team          | 46     | +56.977             | 15   |        |
| 16  | 47 | Adam Carroll           | Panasonic Jaguar Racing         | 46     | +1:05.426           | 19   |        |
| 17  | 20 | Mitch Evans            | Panasonic Jaguar Racing         | 46     | +1:07.018           | 9    |        |
| 18  | 27 | Robin Frijns           | MS Amlin Andretti               | 46     | +1:12.083           | 14   |        |
| DNF | 6  | Loïc Duval             | Faraday Future Dragon Racing    | 33     | Uitgevallen         | 11   |        |
| DNF | 5  | Maro Engel             | Venturi Formula E Team          | 14     | Uitgevallen         | 13   | 1      |

## Standen na de race

### Coureurs
| Positie | Rijder           | Team                           | Punten |
| ------- | ---------------- | ------------------------------ | ------ |
| 1       | Sébastien Buemi  | Renault e.Dams                 | 157    |
| 2       | Lucas di Grassi  | ABT Schaeffler Audi Sport      | 125    |
| 3       | Felix Rosenqvist | Mahindra Racing Formula E Team | 86     |
| 4       | Nicolas Prost    | Renault e.Dams                 | 72     |
| 5       | Nick Heidfeld    | Mahindra Racing Formula E Team | 63     |

### Constructeurs
| Positie | Team                           | Punten |
| ------- | ------------------------------ | ------ |
| 1       | Renault e.Dams                 | 229    |
| 2       | ABT Schaeffler Audi Sport      | 171    |
| 3       | Mahindra Racing Formula E Team | 149    |
| 4       | DS Virgin Racing               | 97     |
| 5       | Techeetah                      | 57     |